# 矢野雅文
矢野 雅文（やの まさふみ、1946年12月22日 - ） は、日本の神経科学者。東北大学名誉教授。科学技術庁長官発明賞受賞。

## 人物・経歴
福岡県出身。1969年九州大学薬学部卒業。1971年九州大学大学院薬学研究科製薬化学専攻修士課程修了。1974年九州大学大学院理学研究科生物学専攻博士課程単位取得退学、日本学術振興会奨励研究員。1975年九州大学理学部研究生。1977年帝京大学薬学部助手。1980年東京大学薬学部助手。1985年東京大学薬学博士。1986年東京大学薬学部講師。1987年科学技術庁長官発明賞受賞。1990年東京大学薬学部助教授。1992年東北大学電気通信研究所教授。2004年東北大学電気通信研究所副所長。2007年東北大学電気通信研究所所長。

## 著書
- 『日本を変える。: 分離の科学技術から非分離の科学技術へ』文化科学高等研究院出版局 2012年
- 『科学資本のパラダイムシフト：パンデミック後の世界』知の新書、文化科学高等研究院出版局、2021年